# Pleuromeris paucicostata
Pleuromeris paucicostata is een tweekleppigensoort uit de familie van de Carditidae. De wetenschappelijke naam van de soort is voor het eerst geldig gepubliceerd in 1940 door Laws.